# Geórgios Papandréu (1888-1968)
Geórgios Papandréu (no alfabeto grego Γεώργιος Παπανδρέου - Geórgios Papandréou; Kalentzi, 13 de Fevereiro 1888 — Atenas, 1 de Novembro 1968), foi um político grego, o fundador da dinastia política Papandreou. Ele serviu três mandatos como primeiro-ministro da Grécia (1944-1945, 1963, 1964-1965). Ele também foi vice-primeiro-ministro de 1950 a 1952, nos governos de Nikolaos Plastiras e Sofoklis Venizelos e serviu várias vezes como ministro do gabinete, começando em 1923, em uma carreira política que durou mais de cinco décadas.

## Juventude
Papandreou nasceu em Kalentzi, na região da Acaia, no norte do Peloponeso. Ele era filho do padre Andreas Stavropoulos, um arcipreste ortodoxo (protopresvyteros). Seu sobrenome é derivado do nome cristão de seu pai e da palavra papas "padre". Ele estudou direito em Atenas e ciência política em Berlim. Sua filosofia política foi fortemente influenciada pela social-democracia alemã. Como resultado, ele se opôs firmemente à monarquia e apoiou políticas sociais generosas, mas também era extremamente anticomunista(e especificamente contra as políticas do KKE na Grécia). Quando jovem, ele se envolveu na política como apoiador do líder liberal Eleftherios Venizelos, que o tornou governador de Chios após as Guerras dos Bálcãs. Um de seus irmãos, Nikos, foi morto na Batalha de Kilkis-Lachanas.
Ele se casou duas vezes. Sua primeira esposa foi Sofia Mineyko, de nacionalidade polonesa, filha de Zygmunt Mineyko e neta paterna de Stanislaw Mineyko (1802-1857). Seu filho Andreas Papandreou nasceu em Quios em 1919. Sua segunda esposa foi a atriz Cybele Andrianou e seu filho se chamava George Papandreou.

## Carreira política
Durante a crise política em torno entrada da Grécia na Primeira Guerra Mundial, Papandreou foi um dos apoiantes mais próximos de Venizelos contra o monarca pró-Alemanha, Rei Constantino I. Quando Venizelos em 1916 deixou Atenas, Papandreou o acompanhou até Creta e depois foi para Lesbos, onde mobilizou simpatizantes antimonarquistas nas ilhas e reuniu apoio para o governo insurgente pró-Aliado de Venizelos em Thessaloniki.

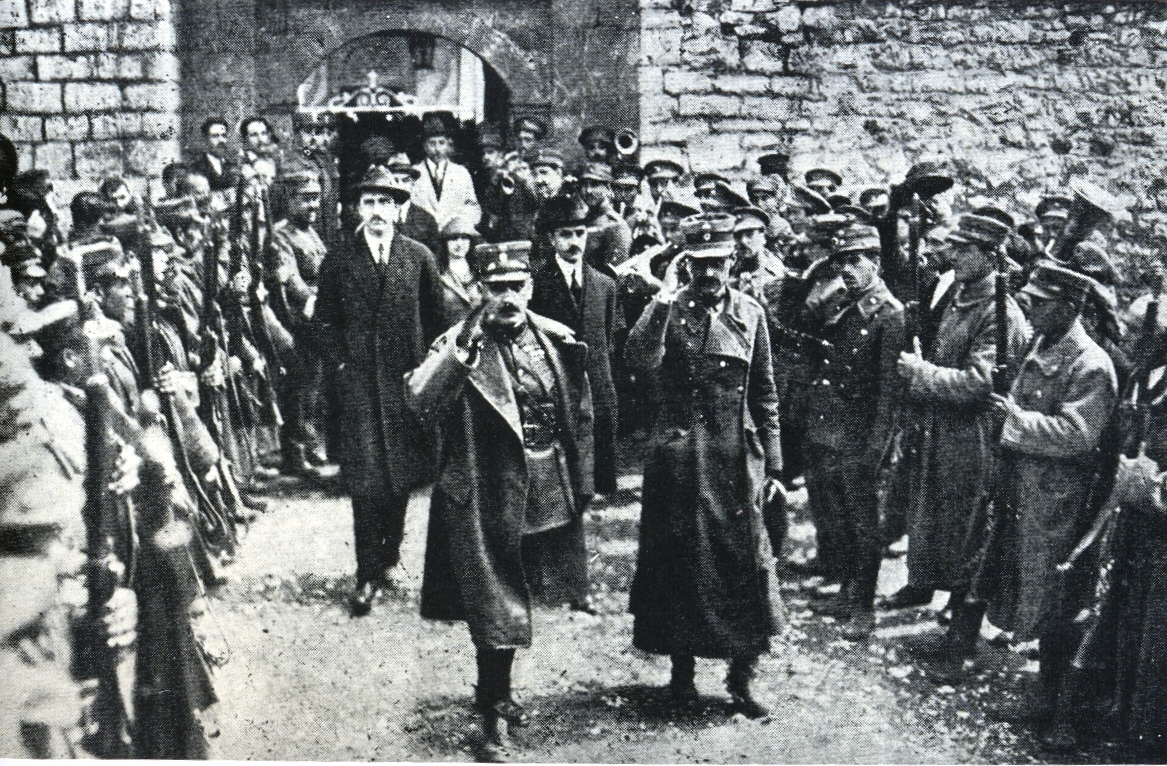
A liderança da Revolução de 1922, os coronéis Plastiras e Gonatas, com seu assessor político, Geórgios Papandreou sénior (à esquerda).

A liderança da Revolução de 1922, os coronéis Plastiras e Gonatas, com seu assessor político, Geórgios Papandreou sénior (à esquerda). Nas eleições gerais de 1920, Papandreou concorreu sem sucesso como liberal independente no distrito de Lesbos. Em 1921, como advogado, defendeu Alexandros Papanastasiou, durante o julgamento de seu crítico contra o rei Constantino II da Grécia. Por causa de um artigo apelando à abdicação do rei Constantino, ele foi preso pelo regime monarquista e mais tarde escapou por pouco do assassinato de extremistas monarquistas em Lesbos.
De janeiro a outubro de 1923, foi ministro do Interior no gabinete de Stylianos Gonatas. Nos dezembro eleições de 1923, ele foi eleito como um Venizelist Partido Liberal membro do parlamento para Lesvos, e serviu como ministro das Finanças para apenas 11 dias em junho de 1925, ministro da educação em 1930-1932 e transporte ministro em 1933. ministro Como da educação, ele reformou o sistema escolar grego e construiu muitas escolas para os filhos dos refugiados da Guerra Greco-Turca. Durante a ditadura de Pangalos, ele foi novamente preso.
Em 1935, ele fundou o Partido Socialista Democrático da Grécia. No mesmo ano, um golpe monarquista do General Geórgios Kondylis ocorreu para o restabelecimento da monarquia e ele foi colocado no exílio interno. Um oponente de longa data da monarquia grega, ele foi novamente exilado em 1938 pelo ditador monarquista grego Ioannis Metaxas.
Após a ocupação do Eixo na Grécia na Segunda Guerra Mundial, ele foi preso pelas autoridades italianas. Mais tarde, ele fugiu para o Oriente Médio e se juntou ao governo predominantemente venizelista no exílio com base no Reino do Egito. Com o apoio britânico, o rei George II da Grécia o nomeou primeiro-ministro, e sob seu primeiro-ministro realizou-se a conferência do Líbano (maio de 1944) e posteriormente o Acordo de Caserta (setembro de 1944), na tentativa de frear a crise na Grécia e os conflitos entre EAM e forças não-EAM (um prelúdio da guerra civil) e estabelecer um governo de unidade nacional.

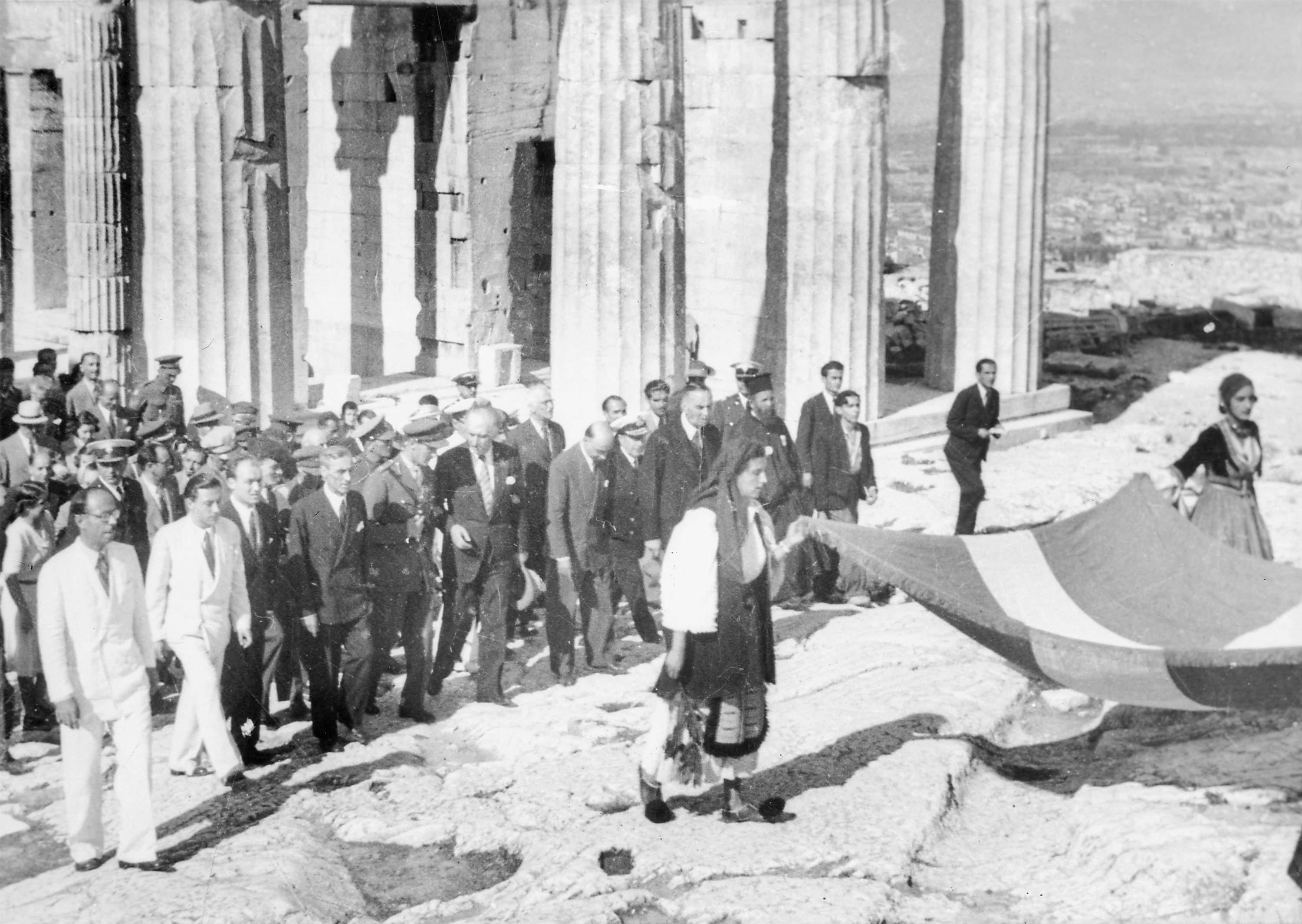
Geórgios Papandreou e outros na Acrópole de Atenas, após a libertação dos poderes do Eixo.

### Liberação da Grécia e os eventosDekemvrianá
Após a evacuação da Grécia pelas potências do Eixo, ele entrou em Atenas (outubro de 1944) como primeiro-ministro do governo grego no exílio com algumas unidades do exército grego e os britânicos aliados. No mesmo mês, ele se tornou primeiro-ministro do governo grego de Unidade Nacional, que sucedeu ao governo grego no exílio. Ele tentou normalizar a situação altamente polarizada entre as forças EAM e não EAM, colaborando principalmente com o Tenente-General Sir Ronald Scobie, que foi, após o acordo de Caserta, responsável por todas as Forças Aliadas.
Embora tenha renunciado em 1945, após os eventos de Dekemvriana, ele continuou a ocupar altos cargos. De 1946 a 1952, ele serviu como ministro do trabalho, ministro do abastecimento, ministro da educação, ministro das finanças e ministro da ordem pública. Em 1950-1952, ele também foi vice-primeiro-ministro.
O período de 1952 a 1961 foi muito difícil para Papandreou. As forças políticas liberais no Reino da Grécia foram gravemente enfraquecidas por disputas internas e sofreram derrota eleitoral dos conservadores. Papandreou continuamente acusou Sofoklis Venizelos por essas doenças, considerando sua liderança severa e pouco inspiradora.

### Fundador da Center Union e posterior confronto com o Palácio
Em 1961, Papandreou reviveu o liberalismo grego ao fundar o Centre Union Party, uma confederação de velhos liberais venizelistas, social-democratas e conservadores insatisfeitos. Após as eleições de "violência e fraude" de 1961, Papandreou declarou uma "Luta Incansável" contra a direita ERE e os "parakrátos" (estado profundo) da direita.
Finalmente, seu partido venceu as eleições de novembro de 1963 e as de 1964, a segunda com uma maioria esmagadora. Suas políticas progressistas como primeiro-ministro despertaram muita oposição nos círculos conservadores, assim como o papel proeminente desempenhado por seu filho Andreas Papandreou, cujas políticas foram vistas como sendo consideradas de esquerda. Andreas discordou de seu pai em muitas questões importantes e desenvolveu uma rede de organizações políticas, as Ligas Democráticas (Dimokratikoi Syndesmoi), para fazer lobby por políticas mais progressistas. Ele também conseguiu assumir o controle da organização juvenil da União do Centro, EDIN.
Papandreou se opôs ao Acordo de Zurique e Londres, que levou à fundação da República de Chipre. Após confrontos entre as comunidades grega e turca, seu governo enviou uma divisão do exército grego para a ilha.
Sua Majestade o Rei Constantino II se opôs abertamente ao governo de Papandreou, e havia frequentes conspirações ultradireitistas no Exército, que desestabilizaram o governo. Finalmente, o rei engendrou uma divisão na União Central e, em julho de 1965, em uma crise conhecida como Apostasia ou Iouliana, Sua Majestade demitiu o governo após uma disputa pelo controle do Ministério da Defesa.
Após o golpe militar de abril de 1967 pela junta dos coronéis liderada por George Papadopoulos, Papandreou foi preso. Papandreou morreu sob prisão domiciliar em novembro de 1968. Seu funeral se tornou a ocasião para uma maciça manifestação antiditadura. Ele está enterrado no Primeiro Cemitério de Atenas, ao lado de seu filho Andreas.

## Legado
Papandreou foi considerado um dos melhores oradores da cena política grega e um lutador persistente pela democracia. Durante a junta militar e depois de sua morte, ele foi frequentemente referido afetuosamente como "ο Γ Budapος της Δημοκρατίας" (o Géros tis Dimokratías, o velho da democracia). Desde que seu neto George A. Papandreou entrou na política, a maioria dos escritores gregos usa Γεώργιος (Geórgios) para se referir ao avô e o menos formal Γιώργος (Giórgos) para se referir ao neto.